# Rosalía Banet
Rosalía Banet Masa (Santiago de Compostela, España, 29 de noviembre de 1972) es  una artista española residente en Madrid  con una incipiente proyección internacional. Sus trabajos los realiza con una visión social,  personal, ecologista y crítica con la sociedad de consumo.

## Trayectoria profesional
Realizó los  estudios de Bellas Artes en la Universidad de Vigo, finalizando en el año 1996 y en la misma universidad obtuvo un doctorado en el año 2003.
Desde los años 90 ha trabajado en el arte con un punto de vista irónico. subjetivo y crítico, en muchos casos relacionados con la comida. como se puede ver en los títulos de sus obras tales como la serie Black Stomach. Su obra es una invitación a reflexionar sobre la sociedad actual, mostrando sus excesos y desigualdades. Utiliza el cuerpo humano y sus enfermedades como metáforas para representar un sistema caótico, alienador y deshumanizado. El alimento y el territorio son también dos cuestiones fundamentales  que aborda en sus proyectos, que toman diferentes formas, desde dibujos o esculturas, a instalaciones o vídeos.
En sus inicios expositivos, fue seleccionada en los importantes certámenes de Arte Joven españoles, como en 1997 Circuito de artes plásticas y fotografía. con exposición itinerante y en la  XIII Muestra de arte joven con exposición  en la sala del Ministerio de Educación y Cultura, Madrid*.   
En el año 2021, presenta sendas exposiciones sobre el tema de la industria alimentaria, la sostenibilidad,  como la titulada Slow Food, una exploración sobre la alimentación de los humanos mostrado en  la Fundación Giménez Lorente, en la Universidad Politécnica de Valencia comisariada por Nekane Aramburu
En esta entrevista realizada en el año 2021 por Bonar Blanc sobre Blanc, habla sobre su exposición en Gerona y sus intereses críticos sobre la sociedad contemporánea.
Ha presentado su obra  en galerías españolas  contemporáneas y participado en las principales ferias de arte españolas como ARCO; Foro Sur, y en otros países como Pinta Art Fair en Londres con la galería Twin,  CIGE Baijing  en el año 2006 con la galería Espacio Mínimo, Pekín (China) y  con esta misma galería en la feria  Maastricht  Art Fair en esta ciudad de Holanda, en Art Chicago 2000 en Chicago y en San Francisco International Art Exposition 2000, San Francisco (USA).

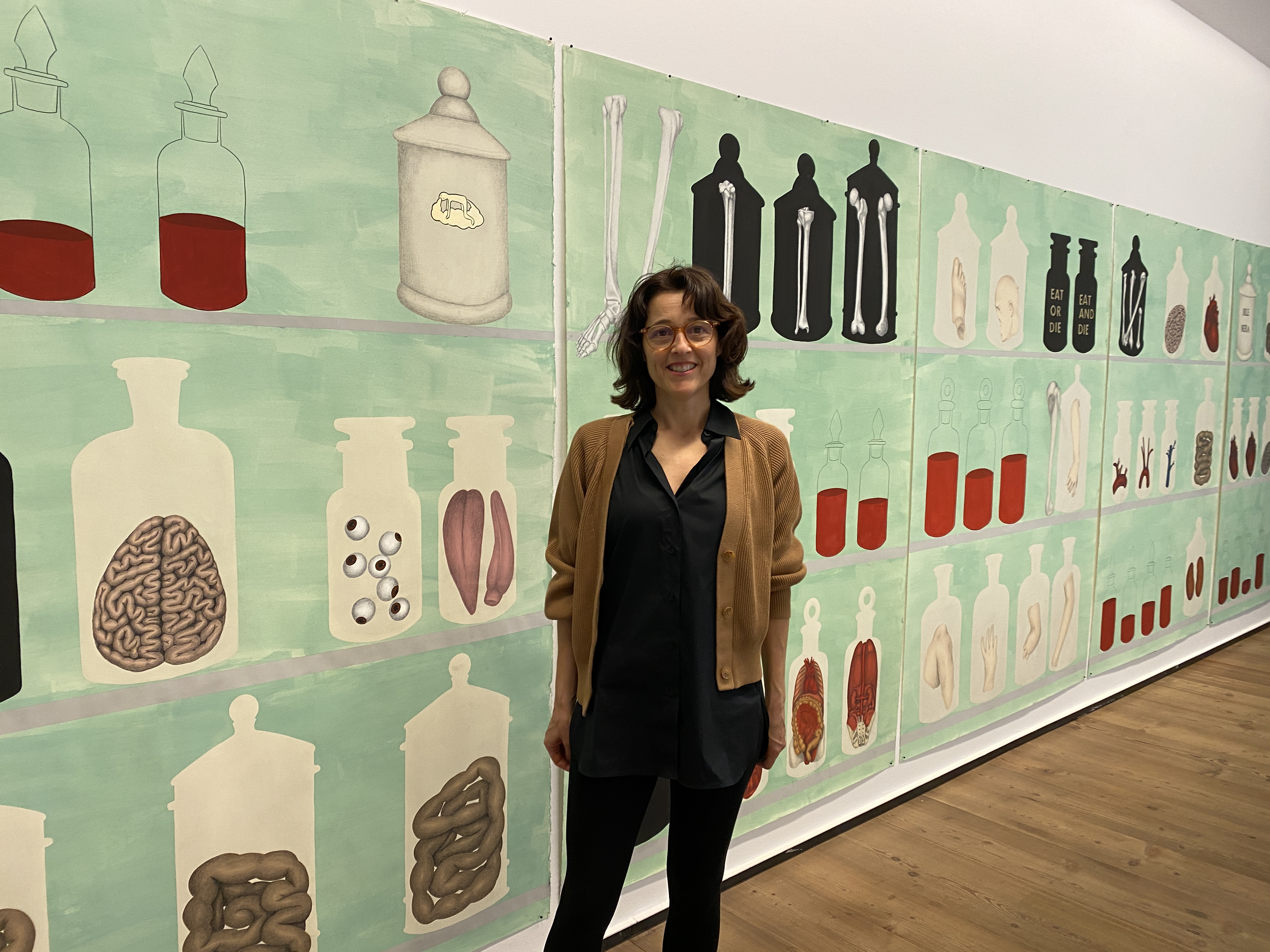
En su exposición en Madrid en el año 2022

## Exposiciones

### Individuales
- -2022 Exposición Irregular en la Galería Rafael Perez Hernando de Madrid.[7]
- -2021 Un atlas que no cesa en la galería de Gijón Gema lLamazares.[8] Slow Food, comisariada po Nekane Aramburu[9]
- -2017 Aflicción, Centro de Arte de Alcobendas, Madrid[10]
- -2015 Constelaciones dismórficas, Twin Gallery, Madrid*. Fábrica de conservas agridulces Las Golosas, MAS, Museo de Arte Moderno y Contemporáneo de Santander
- -2013 Cartografías del dolor, Twin Gallery, Madrid. Edible Eaters, Palacete del Embarcadero, Santander
- -2012 La trastienda de las Golosas, Las Cigarreras, Alicante

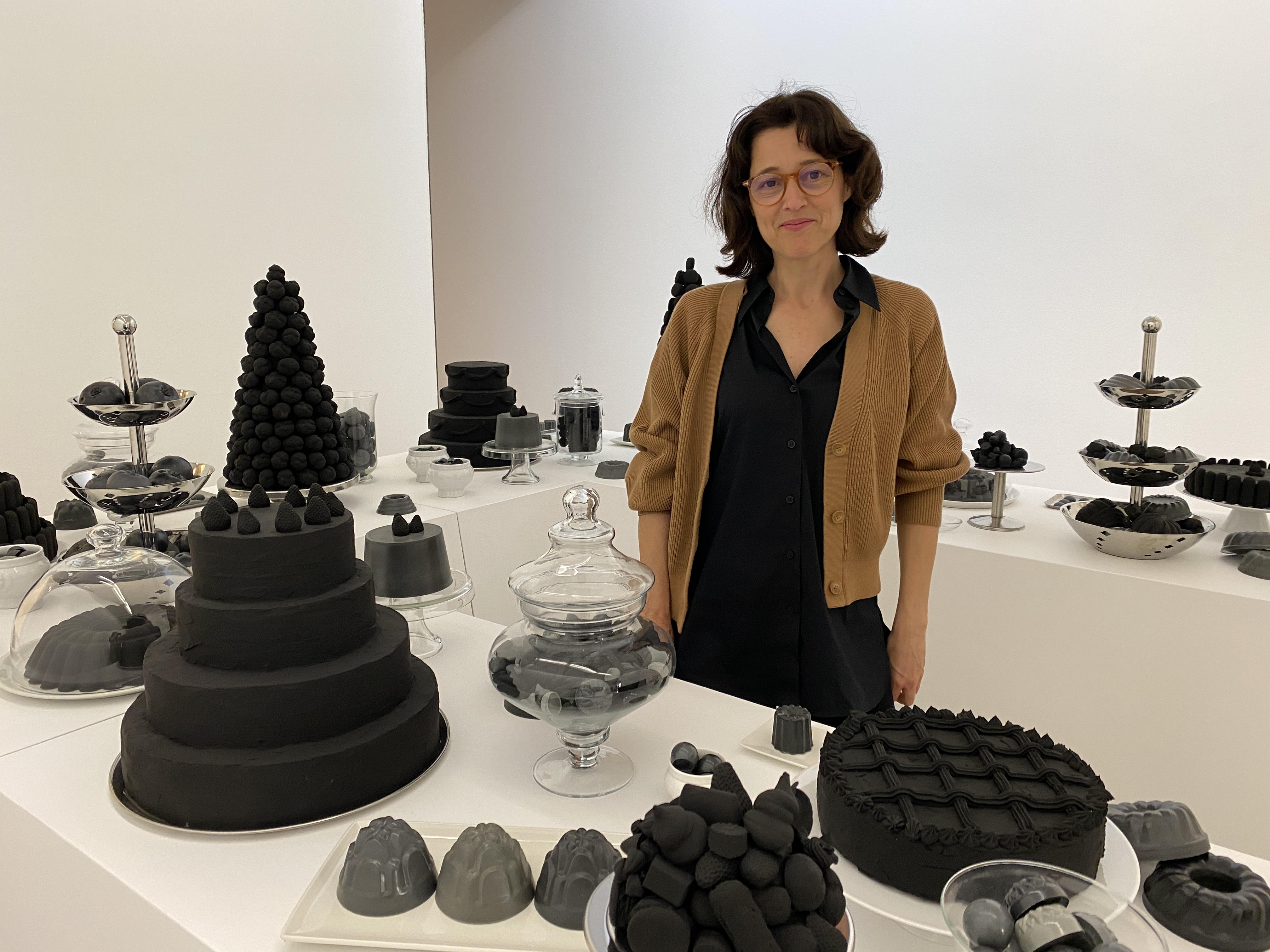
Fragmento de la instalación Banquete quemado en su exposición titulada Irregular de Madrid en 2022

- Fragmento de la instalación Banquete quemado en su exposición titulada Irregular de Madrid en 2022-2011 EatMoreDisappear, Espai Eat Art, Banyoles, Girona. Para comerte mejor, hospital de Denia, Alicante
- -2009 Las Golosas, Conservas Agridulces, Centro de Arte Contemporáneo La Conservera, Murcia*. El puente de la visión: Rosalía Banet, Museo de Bellas Artes de Santander
- -2008 Carnicería Love, Galería Espacio Mínimo, Madrid[11]
- -2005 War Time Meals. Sala Juana Francés. Zaragoza
- -2004,  2001, 1999 con la Galería Espacio Mínimo como la exposición Cómeme, cómeme. en Madrid  en Looking for love. en  Madrid y en Beefcakes. Galería Espacio Mínimo de Murcia
- -2001 Wedding Day. Catherine Clark Gallery. San Francisco (USA). Quiero ser santa. Galería Carmen de la Calle, Jerez de la Frontera. Bon Appétit. La Fabrica, Centro de Arte Contemporáneo, Palencia
- -1998 Rosalía Banet, Galería Marta Cervera, Madrid.

### Colectivas (selección)
2018 Ellos y nosotros. Es Baluard Centro de arte contemporáneo, Mallorca
2017 Processi 144. Real Academia de España en Roma, Italia* y en el año 2018  en Matadero, Madrid
2015 Becas DKV-MARCO, Museo de Arte Contemporáneo de Vigo. Leonardo. un homenaje del arte a la ciencia, CSIC, Madrid.
Made in Spain, CAC, Centro de Arte Contemporáneo de Málaga
1995-2015, una relectura del siglo, Centro de Arte Conde Duque, Madrid. Prólogo, Galería La Gran, Valladolid
2014 EACː Concurso internacional de arte contemporáneo, MUA (Museo de la Universidad de Alicante)
2013 Feminis Arte II, Centro Centro, Madrid. 20 años de la sala Juana Francés, Sala Juana Francés, Zaragoza. A través del espejo, Espai Cultural Uninm de Sabadell
2012 LaGran, Twin Gallery, Madrid. Vídeo-maratón, Festival Miradas de Mujeres de MAV, La Casa Encendida, Madrid 
2012 y 2011 A través del espejo. Lectura de la obesidad: medicina, arte y sociedad, Palau Cerveró, Valencia. Del papel a la realidad, Museo ABC, Madrid.
Falsas Apariencias, Centro Torrente Ballester, Ferrol, La Coruña
2010 Todo cuanto amé formaba parte de ti, Instituto Cervantes, Madrid Mundo aparte, nuevo clip español, instituto Cervantes, Madrid comisariada por Nekane Aramburu
2009 CORPÓREA, MUA Museo de la Universidad de Alicante. Mundo Aparte, Instituto Cervantes, Madrid
2007 Nit Thread, Koroska Gallery of Fine Arts, Slovenj Gradec (Eslovenia) Oasis, Colección Unicaja de Arte Contemporáneo. CAC de Málaga
2006 VAC, IVAM (Instituto Valenciano de Arte Contemporáneo), Valencia
2005 Cuestiones de Arte político, Diputación de Huesca*. Diez artistas contra la violencia de género, sala Juana Francés, Zaragoza*
1999 Madrid-Berlin, Condiciones de visibilidad. Centro cultural Conde Duque, Madrid/ Künstlerhause Bethanien, Berlin, Equipo de Cracks, Galería Siboney, Santander
1998 IV Certamen Unicaja de artes plásticas. Palacio Episcopal, Málaga. Ultimisimo. ICI, Buenos Aires, Argentina
1997 Circuito de artes plásticas y fotografía. Exposición itinerante. XIII Muestra de arte joven. Sala de exposiciones del Ministerio de Educación y Cultura, Madrid.

## Becas y premios
2019 Residencia artística en HIAP, en Helsinki con una beca denominada  Cultura Resident, del Consorci de Museus de la Generalitat Valenciana en colaboración con HIAP ( Helsinki International Artist Programme).
2018 Beca DKV-Casa de Velázquez: Nutrición y hábitos de vida saludables, Madrid.
2017 Primer premio Bienal de Mislata, Valencia.
2016/2017 Beca de la Real Academia de España en Roma: Arte y gastronomía, con el apoyo de AECID.
2015 Premio de la Comunidad de Madrid, feria de Estampa.